# Acanthogobius luridus
Acanthogobius luridus är en fiskart som beskrevs av Ni och Wu, 1985. Acanthogobius luridus ingår i släktet Acanthogobius och familjen smörbultsfiskar. Inga underarter finns listade i Catalogue of Life.